# Ismael Perdomo Borrero
Pedro Ismael Perdomo Borrero (Gigante, 22 de fevereiro de 1872 – Bogotá, 3 de junho de 1950) foi um clérigo católico romano colombiano, Arcebispo de Bogotá e Primaz da Colômbia. Foi declarado Venerável pelo Papa Francisco em 7 de julho de 2017.

## Biografia
Pedro Ismael Perdomo Borrero era filho de Gabriel Perdomo Cuenca e María Francisca Borrero Silva. Concluiu os estudos secundários em Neiva e ingressou no Seminário de Bogotá em 1889. A partir de 1895 estudou Teologia no Pontifício Colégio Pio Latino-americano de Roma. Foi ordenado sacerdote em 19 de dezembro de 1896, na Basílica de Latrão, pelo Cardeal Lucido Parocchi. Continuou os estudos de Teologia na Pontifícia Universidade Gregoriana de Roma, graduando-se em 1897, e continuando no Seminário de São Sulpício, em Paris, até 1899, ano em que retornou à Colômbia.
Foi nomeado vice-reitor do Seminário Garzón (Huila) e pároco; mais tarde foi nomeado chanceler da Diocese de Tolima. De 1908 a 1919 foi Secretário das Conferências Episcopais reunidas em Bogotá.
Perdomo foi escolhido pelo Papa Leão XIII em 8 de junho de 1903 como Bispo de Ibagué. Recebeu a ordenação episcopal em 19 de junho, na capela do Colégio Pio Latino-americano em Roma, pelo cardeal Girolamo Maria Gotti; os principais co-consagradores foram Giuseppe Maria Costantini, Arcebispo Titular de Patrae, e Esteban Rojas Tobar, Bispo de Garzón.
Em 5 de fevereiro de 1923, o Papa Bento XV o promoveu à Sé Titular de Traianopolis in Rhodope e Arcebispo Coadjutor de Bogotá. Ao mesmo tempo, foi eleito Decano do Capítulo Eclesiástico, assumindo ambos os cargos em 7 de outubro daquele ano e dois dias depois sendo nomeado Vigário Geral da Arquidiocese. Sucedeu Mons. Bernardo Herrera Restrepo em 2 de janeiro de 1928. No mês de maio seguinte foi nomeado Assistente do Trono Pontifício, Prelado Doméstico de Sua Santidade Pio XI e Conde Romano. Recebeu o Pálio em 12 de fevereiro de 1929 do Núncio Apostólico na Colômbia, Mons. Paolo Giobbe. Em 1949, também foi nomeado Vigário Militar das Forças Armadas Colombianas.
Dedicado ao governo da Arquidiocese, empreendeu a construção do edifício do Seminário Maior, instalou o Seminário Menor e fundou a Escola Apostólica San Benito em Sibaté. Devido aos tumultos de 9 de abril de 1948, o Palácio do Arcebispo foi queimado e foi necessário transferir sua residência para o Seminário Maior de Bogotá.
Em março de 1950, com a saúde já gravemente prejudicada há dois anos, sofreu uma crise definitiva e faleceu em junho. Seus restos mortais repousam na Capela da Imaculada Conceição da Catedral Primaz.
Seus sucessores promoverem o processo necessário à sua beatificação e canonização, aberto em1962. O Papa Francisco decretou no dia 7 de julho de 2017 o reconhecimento das virtudes do Servo de Deus Ismael Perdomo, Arcebispo de Bogotá, concedendo-lhe assim o título de Venerável. Na mesma data, foi reconhecido o martírio de Dom Jesús Emilio Jaramillo Monsalve.

A face diocesana do processo de beatificação, presidido pelo Cardeal Luis José Rueda e pelos Bispos Auxiliares de Bogotá, após a investigação de um milagre, foi concluída em 2024 e sua ata enviada a Roma, ao Dicastério para as Causas dos Santos.